# Nisaxis
Nisaxis is een geslacht van kevers uit de familie van de kortschildkevers (Staphylinidae).

## Soorten
- Nisaxis maritima Casey, 1887
- Nisaxis tomentosa (Aubé, 1833)